# Arthrocnodax erianeus
Arthrocnodax erianeus är en tvåvingeart som först beskrevs av Bremi 1847.  Arthrocnodax erianeus ingår i släktet Arthrocnodax och familjen gallmyggor.
Artens utbredningsområde är Schweiz. Inga underarter finns listade i Catalogue of Life.